# Myonycterini
Myonycterini – plemię ssaków z podrodziny Epomophorinae w obrębie rodziny rudawkowatych (Pteropodidae).

## Rozmieszczenie geograficzne
Plemię obejmuje gatunki występujące w Afryce.

## Podział systematyczny
Do plemienia należą następujące rodzaje:
- Megaloglossus Pagenstecher, 1885 – ozornik
- Myonycteris Matschie, 1899 – myszolot